# São Miguel de Souto e Mosteirô
São Miguel de Souto e Mosteirô (oficialmente: União de Freguesias de São Miguel de Souto e Mosteirô) é uma freguesia portuguesa do município de Santa Maria da Feira, com 13,8 km² de área e 6481 habitantes (censo de 2021). A sua densidade populacional é 469,6 hab./km².

## História
Foi criada com a denominação União de Freguesias de Souto e Mosteirô aquando da reorganização administrativa de 2012/2013, resultando da agregação das antigas freguesias de Souto e Mosteirô. A sua designação foi alterada para União de Freguesias de São Miguel de Souto e Mosteirô pela Lei 18/2019, de 14 de fevereiro.
É uma das poucas freguesias portuguesas territorialmente descontínuas, situação decorrente da descontinuidade territorial que já se verificava na antiga freguesia de Souto e que não foi resolvida com a reorganização administrativa: tem, na sua zona norte, um enclave (150 vezes mais pequeno que o seu território), consistindo em parte do lugar de Macieira, exclave da vizinha União das Freguesias de Santa Maria da Feira, Travanca, Sanfins e Espargo.

Antigas freguesias que deram origem à União das Freguesias de São Miguel do Souto e Mosteirô (Santa Maria da Feira).

## Demografia
A população registada nos censos foi:
| Distribuição da População por Grupos Etários | Distribuição da População por Grupos Etários | Distribuição da População por Grupos Etários | Distribuição da População por Grupos Etários | Distribuição da População por Grupos Etários | Distribuição da População por Grupos Etários |
| -------------------------------------------- | -------------------------------------------- | -------------------------------------------- | -------------------------------------------- | -------------------------------------------- | -------------------------------------------- |
| Antes da agregação                           |                                              |                                              |                                              |                                              |                                              |
| Ano                                          | 0-14 anos                                    | 15-24 anos                                   | 25-64 anos                                   | >= 65 anos                                   | Total                                        |
| 2001                                         | 1201                                         | 1019                                         | 3830                                         | 828                                          | 6878                                         |
| 2011                                         | 987                                          | 777                                          | 3843                                         | 1127                                         | 6734                                         |
| Após a agregação                             |                                              |                                              |                                              |                                              |                                              |
| Ano                                          | 0-14 anos                                    | 15-24 anos                                   | 25-64 anos                                   | >= 65 anos                                   | Total                                        |
| 2021                                         | 729                                          | 706                                          | 3550                                         | 1496                                         | 6481                                         |